# Benito Cerati
Benito Cerati Amenábar (Santiago de Chile, 26 de noviembre de 1993) es un cantante, compositor y músico chileno radicado en Argentina. Es hijo del cantante, compositor y músico argentino Gustavo Cerati, líder de Soda Stereo, y de la exmodelo y artista chilena Cecilia Amenábar.
Benito colaboró en las composiciones de algunas canciones de los dos últimos álbumes solistas de su padre: Ahí vamos (2006) y Fuerza Natural (2009).
En 2012 formó su proyecto que bautizó un año más tarde como Zero Kill, publicando su primer álbum Trip Tour (2013) que consiguió una nominación en los Premios Gardel en la categoría «Mejor álbum nuevo artista pop». La banda de Benito se ha presentado en Argentina, Chile, México, y en diversos festivales como el Lollapalooza en Buenos Aires, Asunciónico en Asunción y el Ruido Fest, de Chicago, Estados Unidos. Tras fichar con Sony Music, Benito publicó el segundo trabajo de Zero Kill, Alien Head (2016).

## Biografía

### Primeros años
Nació el 26 de noviembre de 1993 en Las Condes, Santiago de Chile. Hijo de Gustavo Cerati y Cecilia Amenábar.
Durante el tramo de la gira de Dynamo por México, Gustavo comunicó que se bajaba Soda Stereo, para quedarse en Chile y así, acompañar a Cecilia durante su embarazo.
Mientras residía en la capital chilena, compuso el material de su primer álbum como solista, Amor amarillo, durante esta nueva etapa de su vida. El tema «Te llevo para que me lleves» que fue el primer sencillo de este álbum, estaba inspirado precisamente en la concepción de Benito, al finalizar la canción se escuchan los latidos de Benito, y en el videoclip de dicho tema aparecía dentro del vientre de su madre, la cual mostraba un avanzado estado de embarazo.
En 1995, durante un concierto de Soda Stereo en el Teatro Monumental de Chile, Benito salió al escenario ante el fervor del público que coreó su nombre para que apareciera.
En 1997, después del nacimiento de su hermana Lisa Cerati, nacida en Santiago el 2 de mayo de 1996, la familia se trasladó a la localidad de Vicente López, en el Gran Buenos Aires (Argentina), donde reside desde entonces.
Desde muy temprana edad Cerati siguió los pasos de su padre, quien iba quedando asombrado al ver que su hijo lo llegaba a superar, «en tres horas escribió cosas que a mí me llevaban mucho tiempo», comentó Gustavo. Cecilia contó que aprendió jugando con un teclado Casio. Grabó varios discos caseros que se escuchaban en su familia, —el primero se llamó Cohete y lo grabó a los cinco años—; además, durante su infancia, como pasatiempo, escribía guiones de cine, cuentos y estudió guitarra con Fabio Rey (miembro de Los Brujos). Pese a su talento, sus padres nunca lo expusieron y prefirieron cuidar su niñez, siguiendo el consejo que les dio Charly García, «una vez que cumpliera los quince años de edad podían dejarlo libre», según contó Gustavo. Benito participó en las composiciones de algunas canciones de su padre en Ahí vamos (en la canción «Adiós») y Fuerza natural («Fuerza natural», «Desastre», «Rapto» y «Sal»).
En marzo de 2008, Benito formó la banda Entre-Paréntesis junto a Nicolás López Mullmayer y Marcos Fantozi, siendo el vocalista y guitarrista del grupo, que debutó oficialmente en una peluquería del barrio Palermo en 2009, con su progenitor como asistente de sonido. El grupo inició interpretando versiones de bandas como Oasis o Coldplay, pero posteriormente comenzaron a hacer sus propias canciones de corte rock pop con un poco de electrónica. Su primera banda, como tal, fue solo un experimento, señaló. Ese mismo año grabó un disco tributo a Michael Jackson con la colaboración de sus padres y su hermana tras la muerte del rey del pop.
En junio de 2011 hizo su debut en solitario como soporte del grupo Pacific! —una de las bandas favoritas de su padre— en el club Niceto de Buenos Aires, donde lo acompañaron Leandro Fresco en los teclados, su hermana Lisa y Anita Álvarez de Toledo en los coros de algunos temas, contando con la presencia de Cecilia Amenábar, su abuela Lilian Clark, Tweety González y Ale Sergi (vocalista de Miranda!). A principios de ese mismo año, Cecilia Amenabar, Benito y Lisa Cerati participaron en el videoclip «Sonido criminal» del artista argentino electropop Capri.

### Carrera musical

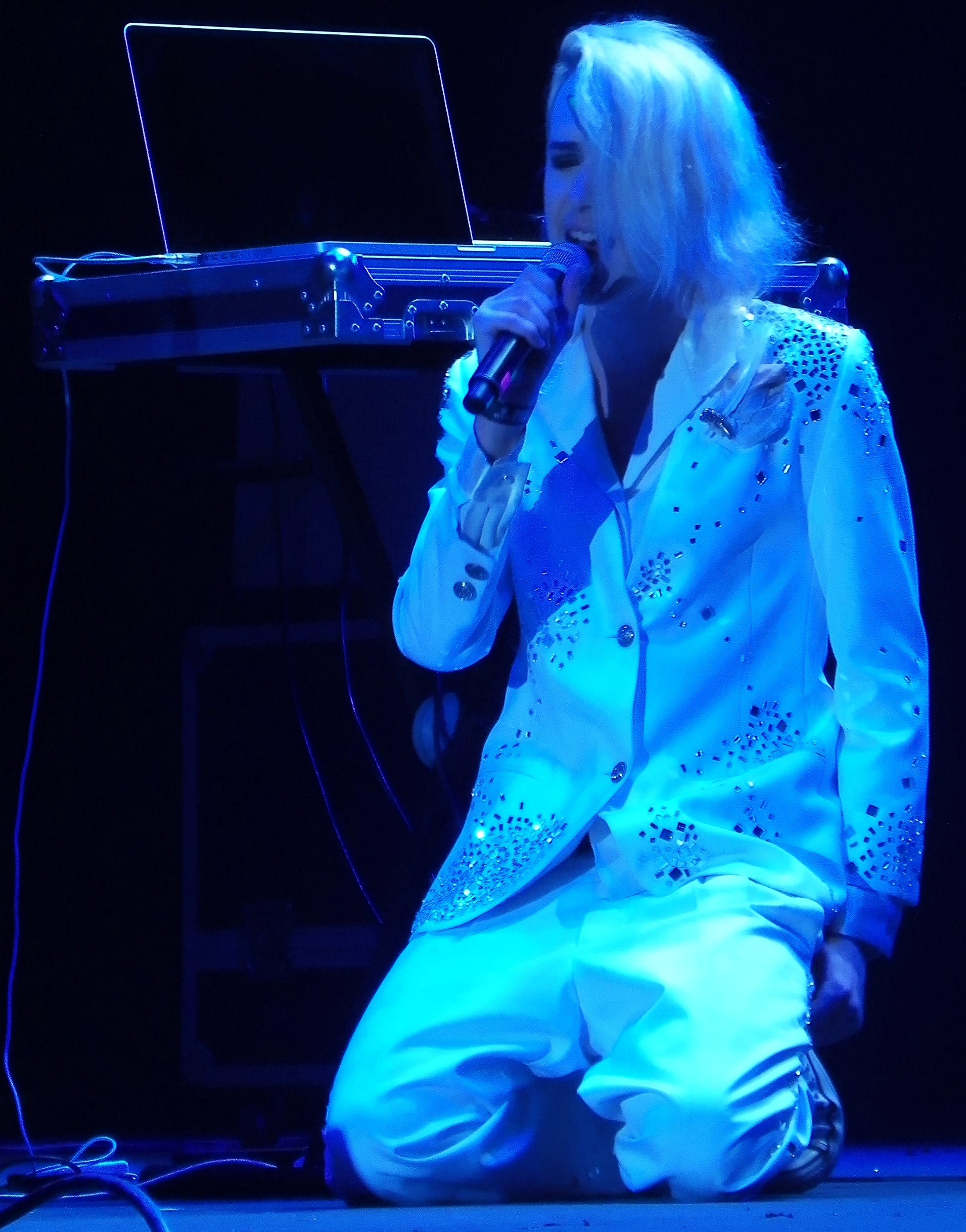
Benito con Blank Tiger, 2012.

En 2012 formó su proyecto musical Blank Tiger, nombre que fue tomado de uno de los personajes de David Bowie que narraba en sus historias cortas proveniente del álbum Outside. Hicieron debut en mayo, y más tarde tocaron en varias partes de Argentina y Chile; también participó en el primer disco de enero será mío, proyecto de Sol Fernández, haciendo algunas programaciones y coros.

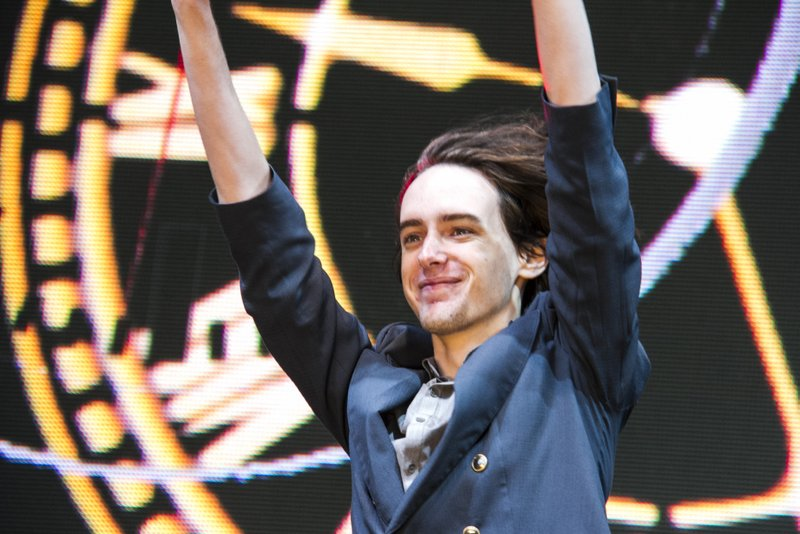
Benito en el concierto Spinetta y el lenguaje del cielo, en homenaje a El Flaco, el 12 de abril de 2014.

En 2013, Benito decidió rebautizar Blank Tiger como Zero Kill, término que se usaba en la Segunda Guerra Mundial para advertir que no había muertos, «Conceptualmente, todo lo que hago, más tarde cobra sentido», comentó. En abril, con la participación del dúo «Ut Ut Ut» en bajo y sintetizadores, Juan Strambini en guitarra y Oaky Castellani en batería, presentó su primer sencillo, «Automática Lunática». El 23 de septiembre, siguió el segundo corte, «Dizzy», una canción totalmente cantada en inglés. Dos días más tarde, presentó su primer álbum titulado Trip Tour, producido por Tweety González, Nicolas «Parker» Pucci —en «Dizzy»— y el propio Benito. Este trabajo fue nominado como «Mejor álbum nuevo artista pop» en los Premios Gardel 2014.

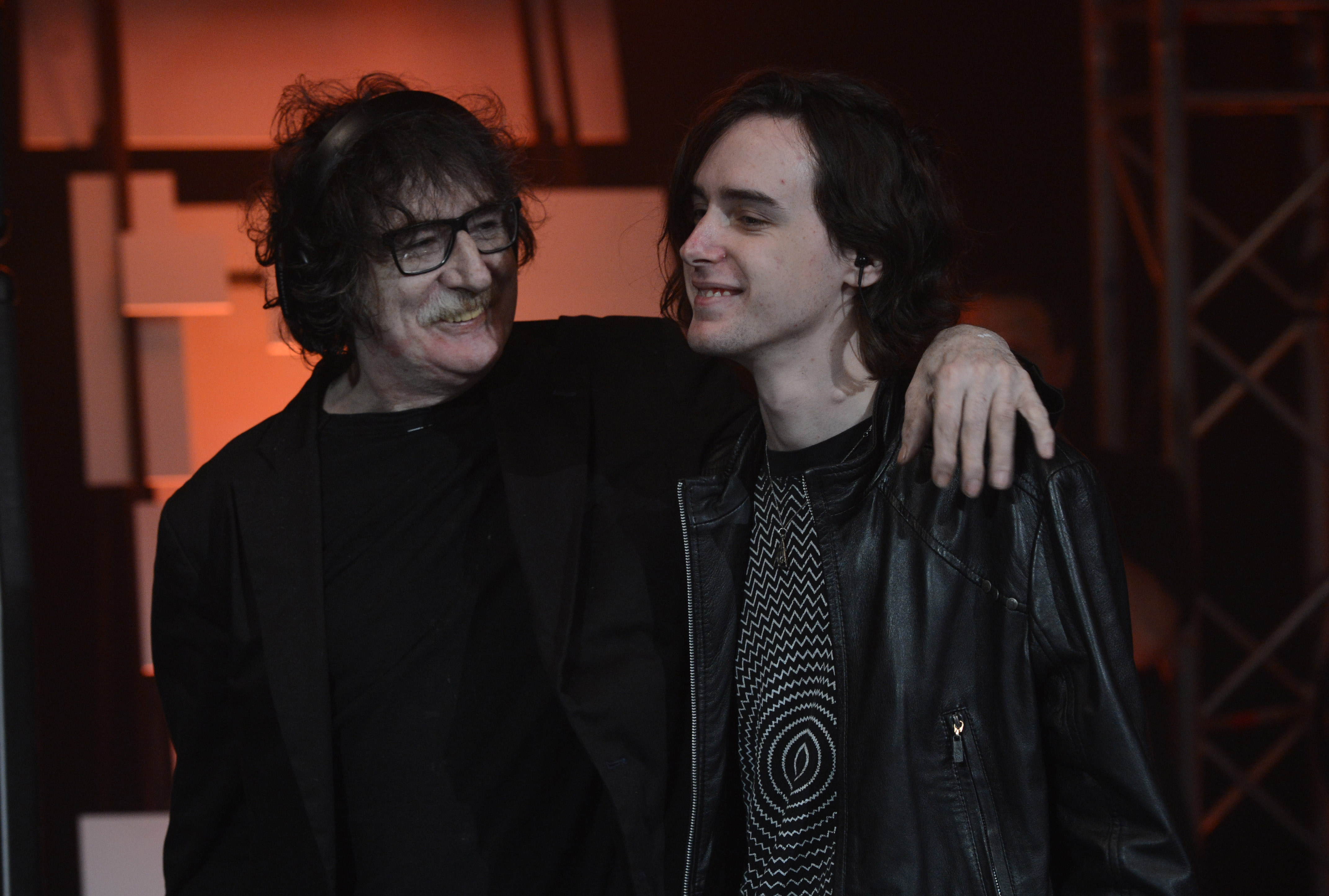
Benito con Charly García en el programa Siempre es hoy, en homenaje a Gustavo Cerati, el 4 de noviembre de 2014.

Siguió presentándose con Zero Kill en Argentina y Chile, en este último país, fueron teloneros de Babasónicos en el Teatro Caupolicán, el 30 de agosto de 2014. Dos meses después del fallecimiento de su padre, Benito participó en el homenaje Siempre es hoy, donde cantó con Charly García el tema «Vampiro», en el que Gustavo tocó la guitarra para el álbum Tango 4 de Charly con Pedro Aznar. El evento fue transmitido por TV Pública, unas semanas después. Luego participó en el tributo que se llevó a cabo el 21 de junio de 2015, en el Planetario porteño, como finalización del festival de Ciudad Emergente, en donde cantó con la banda de su padre, «Te llevo para que me lleves», haciendo falsete en las partes que cantó originalmente su madre Cecilia.
En 2013, Cerati entró a la Universidad de Buenos Aires para estudiar antropología. Luego de tres años, deja los estudios para preparar su nuevo material. En mayo de 2016, firmó con Sony para publicar un nuevo álbum de su proyecto Zero Kill.

## Influencias
Su principal influencia es David Bowie. Por otra parte, Charly García es su influencia argentina. También ha reconocido influencias de Keane, Goldfrapp, Garbage, Nine Inch Nails, My Bloody Valentine, Madonna, Björk, MGMT, Michael Jackson, Orbit y Moloko, así como su padre, Gustavo Cerati.

## Vida personal
En 2018 hizo pública su homosexualidad a través de su cuenta oficial de Twitter, su defensa hacia el feminismo, la lucha por la igualdad de género y la inclusión de minorías.

## Discografía
Con Zero Kill
- 2013: Trip Tour
- 2016: Alien Head
- 2018: Unisex
- 2020: Lapsus

Como solista
- 2022: Shasei
- 2024: ¡Viva la devolución!

## Videografía
- 1993: «Te llevo para que me lleves»
- 2013: «Automática lunática»
- 2014: «Dizzy»
- 2016: «Reencarnar»
- 2016: «El final de una relación normal»
- 2018: «Siglos»
- 2018: «We Can't Get Along»
- 2018: «Jesús...»
- 2019: «#AttentionWhore»

## Premios
Nominaciones
- Premios Gardel 2014: Mejor álbum nuevo artista pop (Trip Tour)